# Фаунтин Ин (Јужна Каролина)
Фаунтин Ин (енгл. Fountain Inn) град је у америчкој савезној држави Јужна Каролина.

## Демографија
По попису из 2010. године број становника је 7.799, што је 1.782 (29,6%) становника више него 2000. године.
| Група             | 2000.         | 2010.         |
| Белци             | 3.986 (66,2%) | 4.721 (60,5%) |
| Афроамериканци    | 1.824 (30,3%) | 2.432 (31,2%) |
| Азијати           | 17 (0,3%)     | 23 (0,3%)     |
| Хиспаноамериканци | 145 (2,4%)    | 469 (6,0%)    |
| Укупно            | 6.017         | 7.799         |